# Okrug Bronx, New York
Bronx, okrug u New Yorku unutar čijih se granica nalazi četvrt The Bronx, osnovan 1914. na području okruga New York. Bronx je najsjeverniji od pet gradskih okruga (četvrti; Boroughs) New Yorka. Jedan od njegovih najpoznatijih stanovnika bio je Edgar Allan Poe, koji je tu proveo posljednje dane svoga života od 1846. do 1849. Okružno središte je Bronx. 